# 荻生北溪
荻生北溪（日语：／ Ogyū Hokkei，1673年〈延寶元年〉—1754年2月11日〈寶曆4年1月20日〉） 是一名日本江戶時代中期的儒學家。本名最初為玄覽，後來改為觀，通稱惣七郎，字叔達。他在生前於日本國內唯一出版的著作是《官准刊行明律》。雖然他的名聲因為兄長荻生徂徠的卓越成就而顯得低調，但他實際上與室鳩巢並列，成為江戶幕府第八代將軍德川吉宗的重要智囊。

## 生平
最初，荻生繼承父業擔任醫師，侍奉德川吉宗，但很快便被重用為顧問，負責出入紅葉山文庫，並回答吉宗的諮詢。他在吉宗與學者之間進行的問答（被稱為「名家叢書」）中，現今流傳最多的是北溪所撰寫的《荻生考》。此外，他在紅葉山文庫內校訂了《唐律疏議》，並奉幕府之命校訂了山井崑崙所著的《七經孟子攷文》。這兩本書後來皆被傳至清朝，並在當地出版。
據說，北溪還奉吉宗之命撰寫了向清朝探事的質問文。此外，他對《明律》進行了深入研究，並對吉宗的享保改革產生了一定影響。值得一提的是，他的第一任妻子是鍛冶橋狩野家的狩野探信 (守政)之女，但她在19歲時便早逝。

## 備註
1. ↑  . 國學院大學.   [2024-06-25] （日语）.
2. ↑  杉本欣久 「八代将軍・徳川吉宗の時代における中国絵画受容と徂徠学派の絵画観 -徳川吉宗・荻生徂徠・本多忠統・服部南郭にみる文化潮流-（PDF）」『古文化研究【第13号】』 黑川古文化研究所、2014年3月、註48。